# Мэхонгсон (провинция)
Мэхонгсон (тайск. แม่ฮ่องสอน) — провинция Таиланда.
Население — 193 005 человек (2010, 75-е место среди провинций), проживающих на территории 12 681,3 км² (8-я). Плотность населения Мэхонгсона — самая низкая в стране (15,22 чел./км²).
Административный центр провинции — город Мэхонгсон. Провинция разделена на семь районов (ампхе).

## Географическое положение
На территории провинции располагается самая западная точка страны.
Находится провинция в горах на северо-западе страны, вдоль границы с Мьянмой. Провинция не имеет выхода к морю, граничит с тайскими провинциями Чиангмай и Так, а также с бирманскими штатами Шан, Карен и Кая.
Территория провинции представляет собой горную местность, часто покрытую труднопроходимыми девственными лесами, с глубокими долинами рек, нередко труднодоступными. Именно в долинах и сосредоточено большинство населения.

## Климат
| Показатель                    | Янв. | Фев. | Март | Апр. | Май | Июнь | Июль | Авг. | Сен. | Окт. | Нояб. | Дек. | Год   |
| ----------------------------- | ---- | ---- | ---- | ---- | --- | ---- | ---- | ---- | ---- | ---- | ----- | ---- | ----- |
| Средний суточный максимум, °C | 30   | 33   | 36   | 38   | 35  | 32   | 31   | 31   | 32   | 32   | 31    | 29   | 32,5  |
| Средний суточный минимум, °C  | 14   | 14   | 17   | 22   | 24  | 24   | 24   | 23   | 23   | 22   | 19    | 16   | 20,2  |
| Норма осадков, мм             | 8    | 2    | 5    | 50   | 180 | 185  | 213  | 252  | 199  | 115  | 37    | 15   | 1 261 |

## Население
63 % населения — национальные меньшинства («Горные племена»): карены, шан, кая, хмонг, яо, лаху, лису, акха и другие.

## Административное деление

Административное деление провинции Мэхонгсон

Провинция Мэхонгсо́н административно разделена на 7 районов (ампхе), которые, в свою очередь, подразделяются на 45 сельских районов (тамбонов) и 402 деревни (мубана):
1. Столичный район Мэхонгсо́н — Mueang Mae Hong Son (เมืองแม่ฮ่องสอน)
2. Кхунъю́ам — Khun Yuam (ขุนยวม)
3. Па́й — Pai (ปาย)
4. Ме-Сари́енг — Mae Sariang (แม่สะเรียง)
5. Ме́ланой — Mae La Noi (แม่ลาน้อย)
6. Собмёи — Sop Moei (สบเมย)
7. Пангмапха́ — Pangmapha (ปางมะผ้า)

## Транспорт
Крупные населенные пункты связаны автодорогами с остальной частью Таиланда, некоторые из которых в горах опасны. Вблизи Мэхонгсона есть небольшой аэропорт.

## Изображения

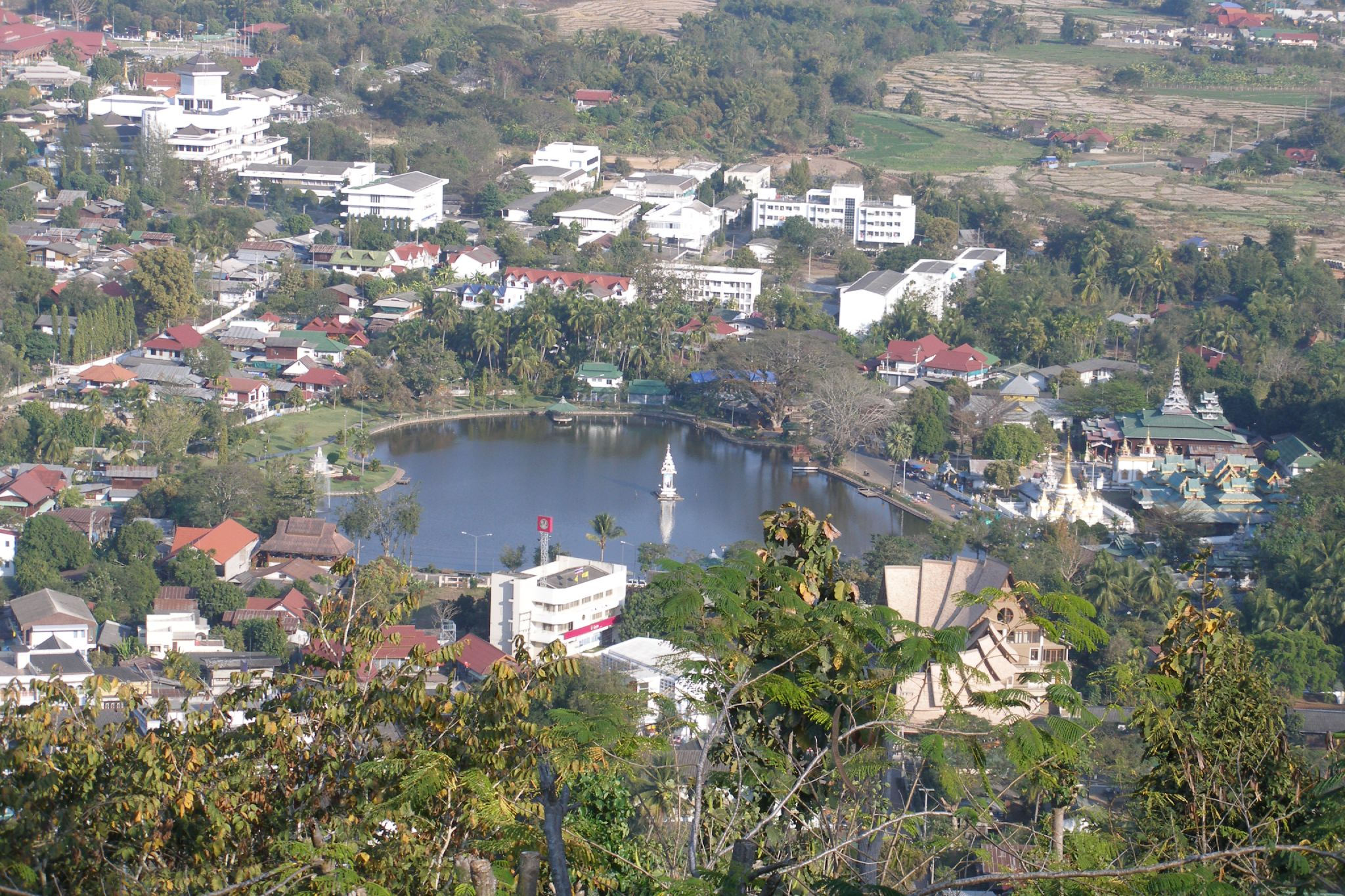
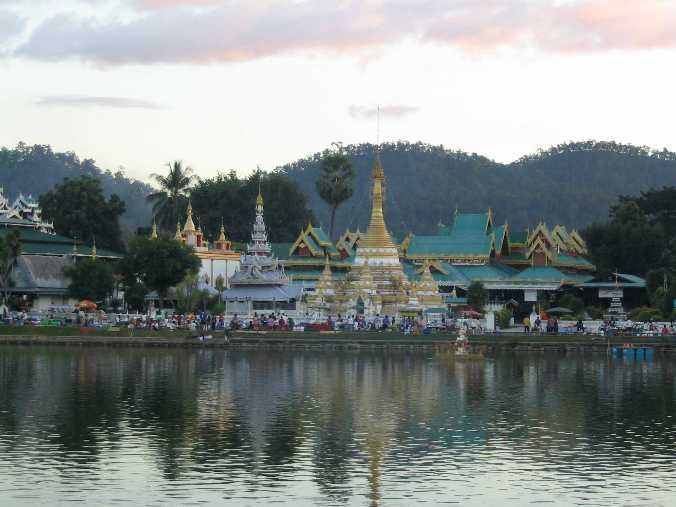
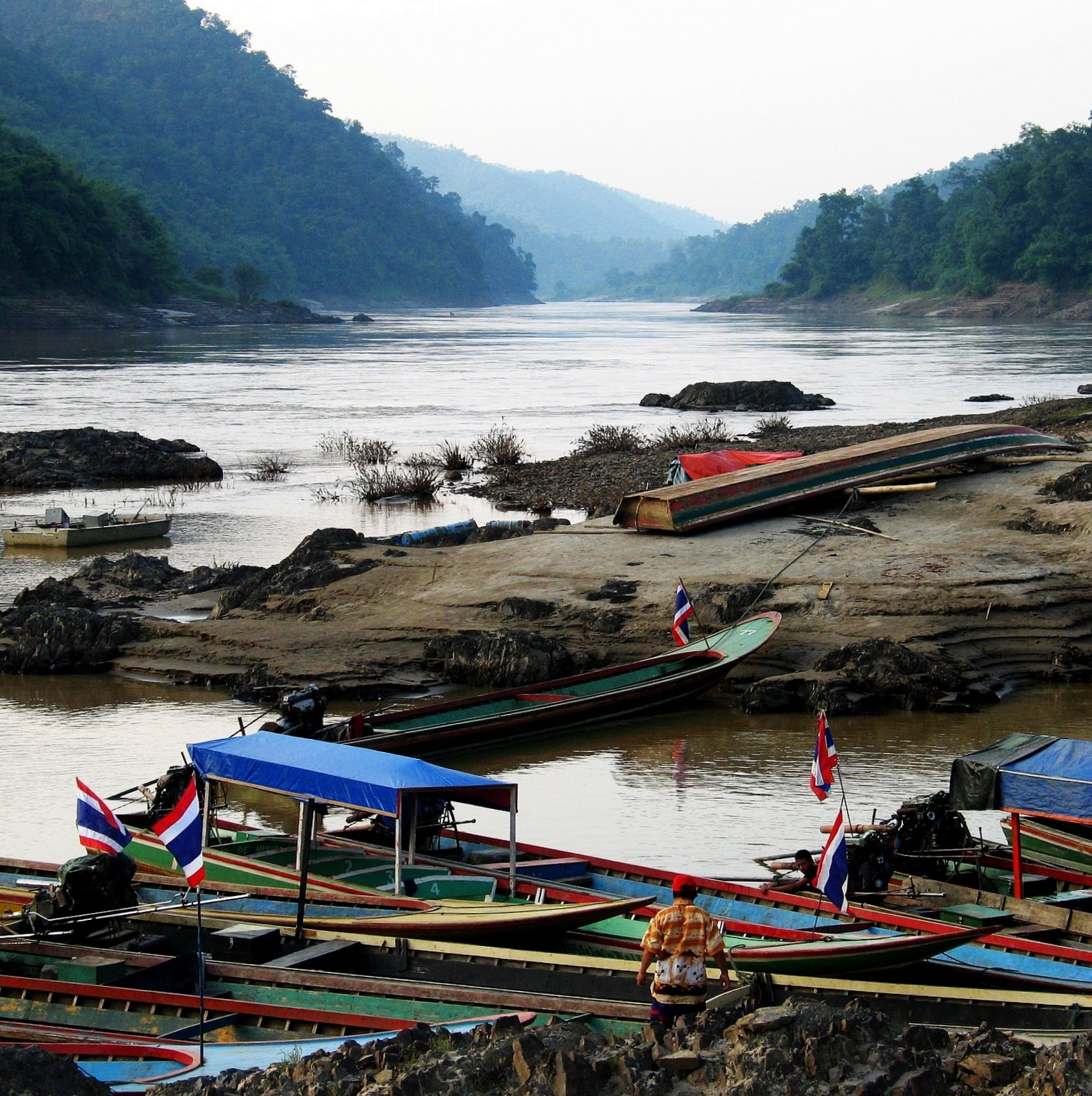
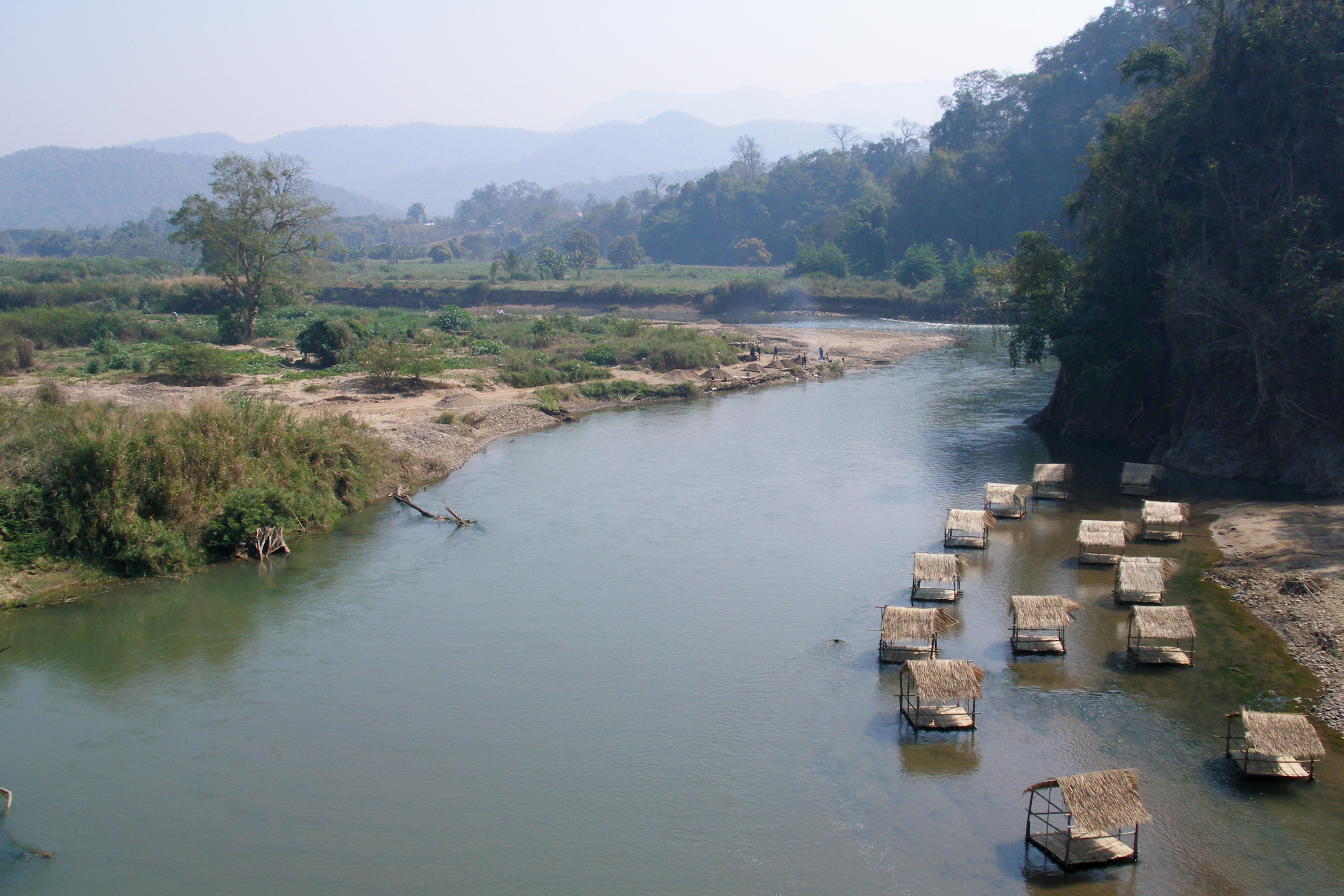
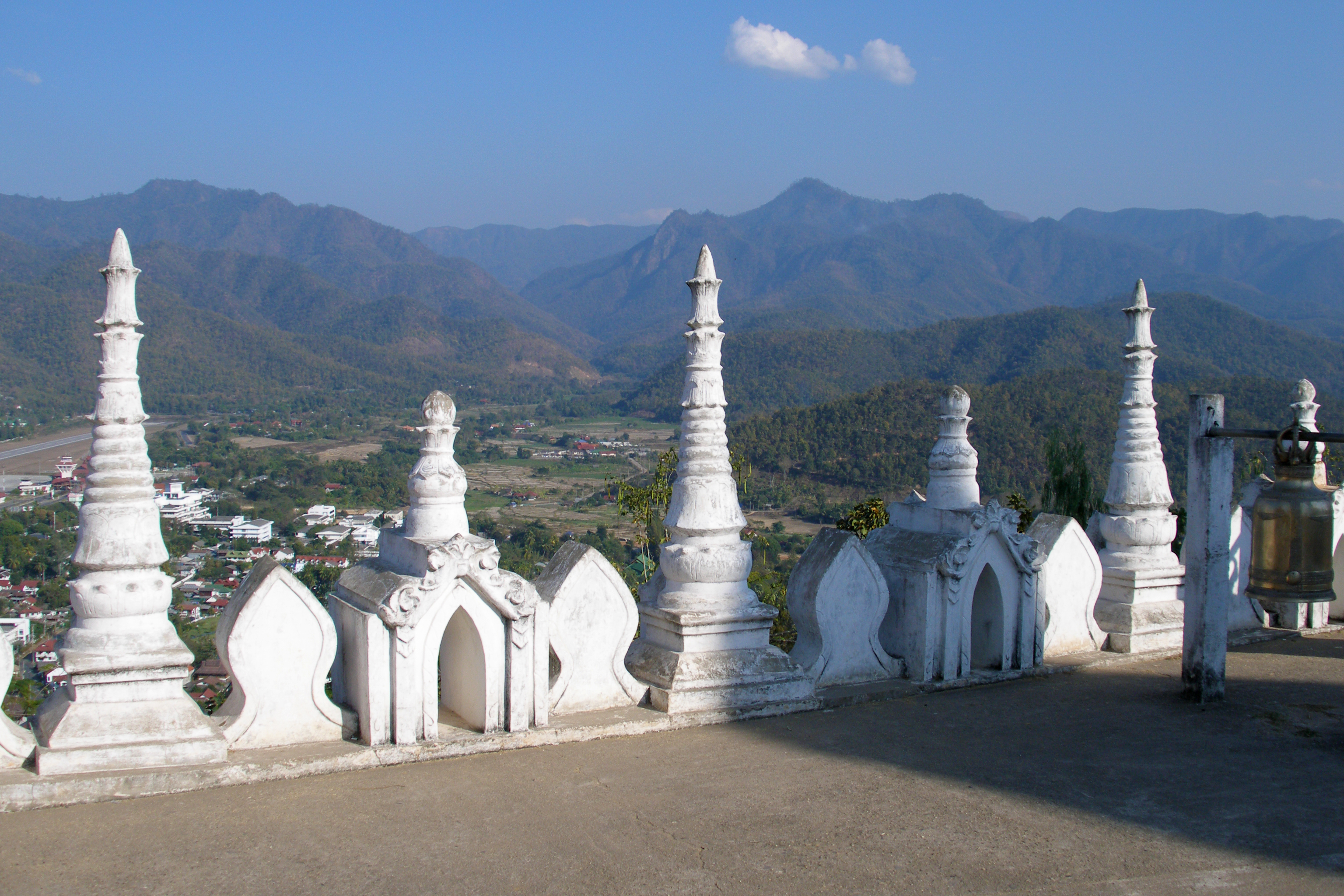
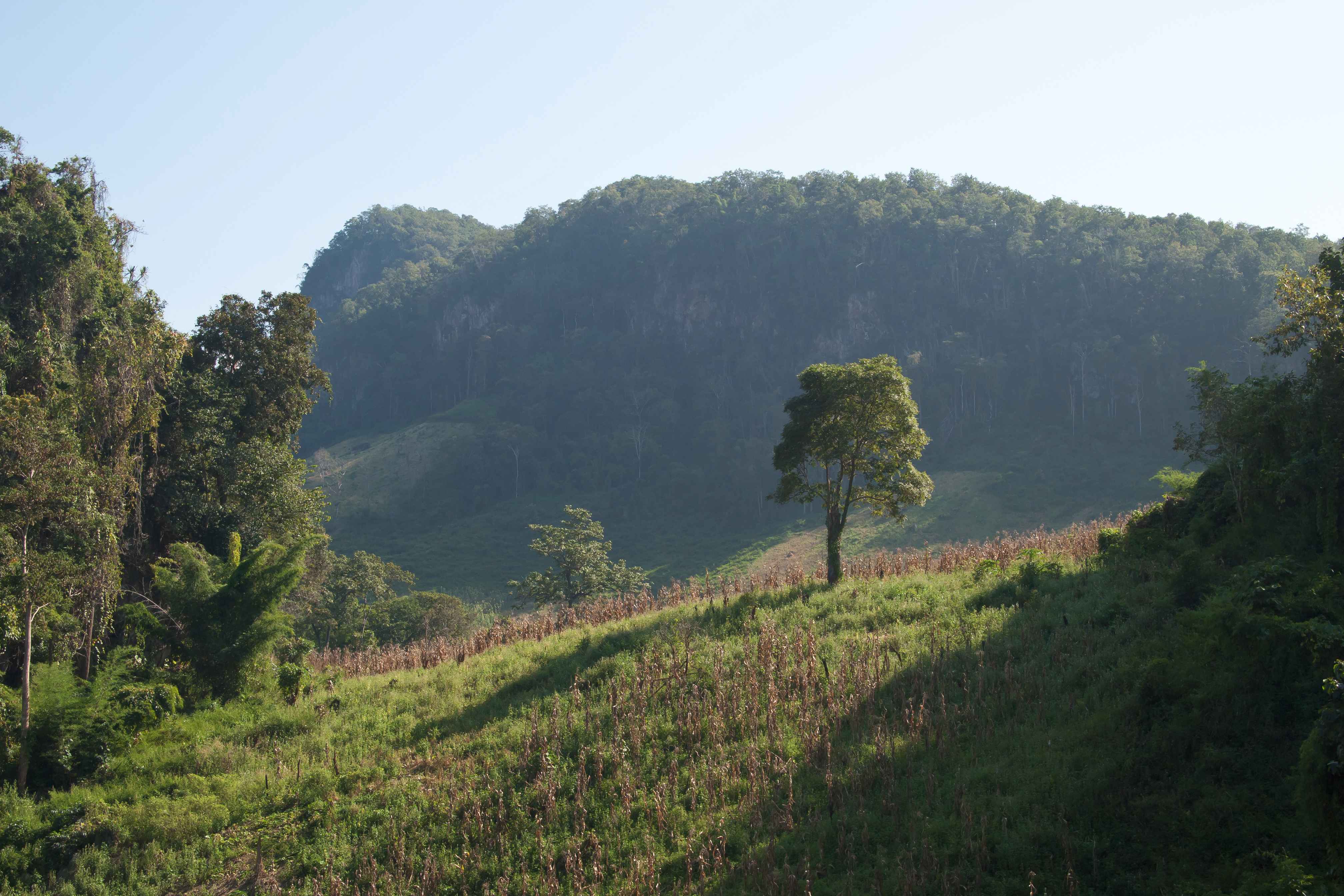
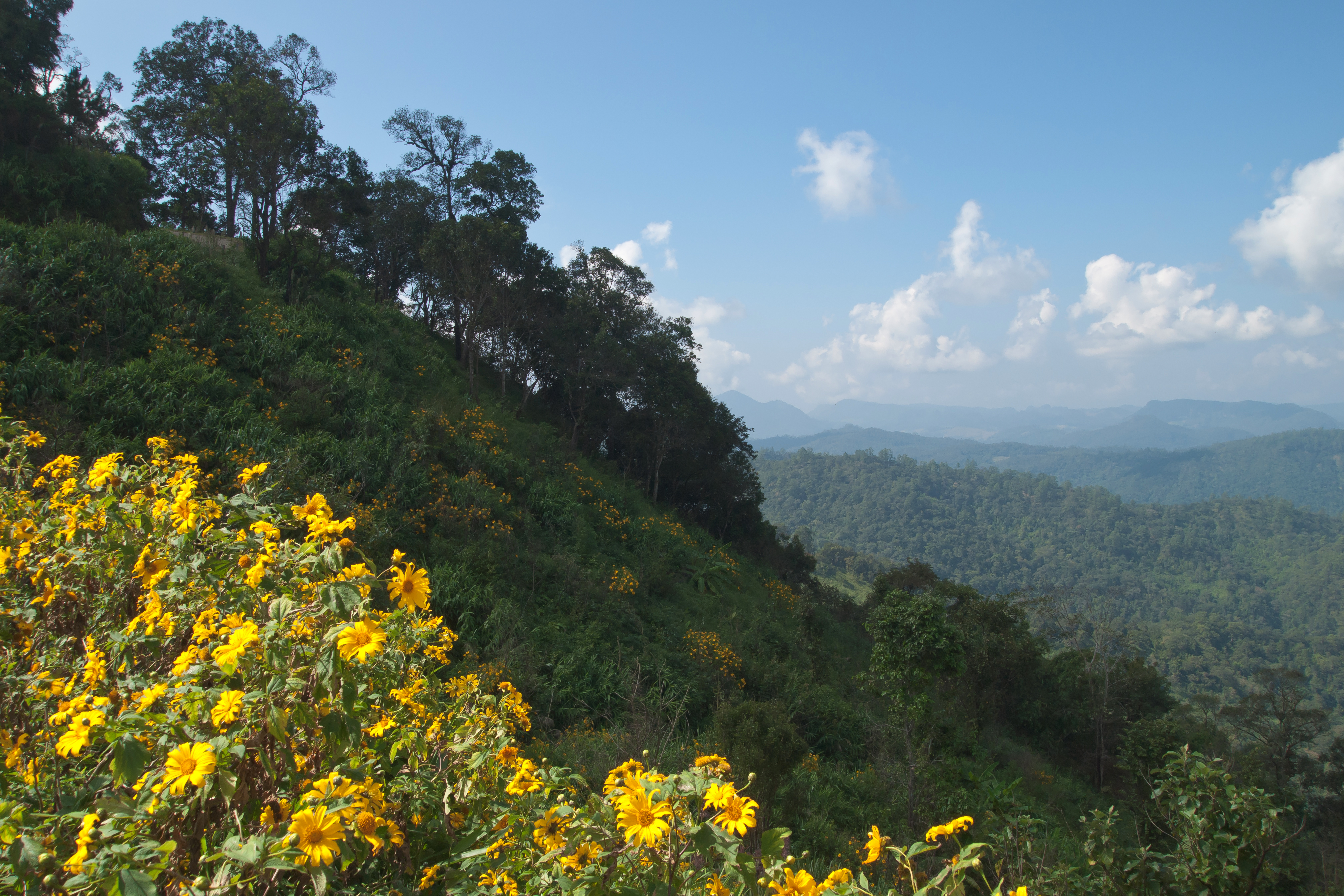
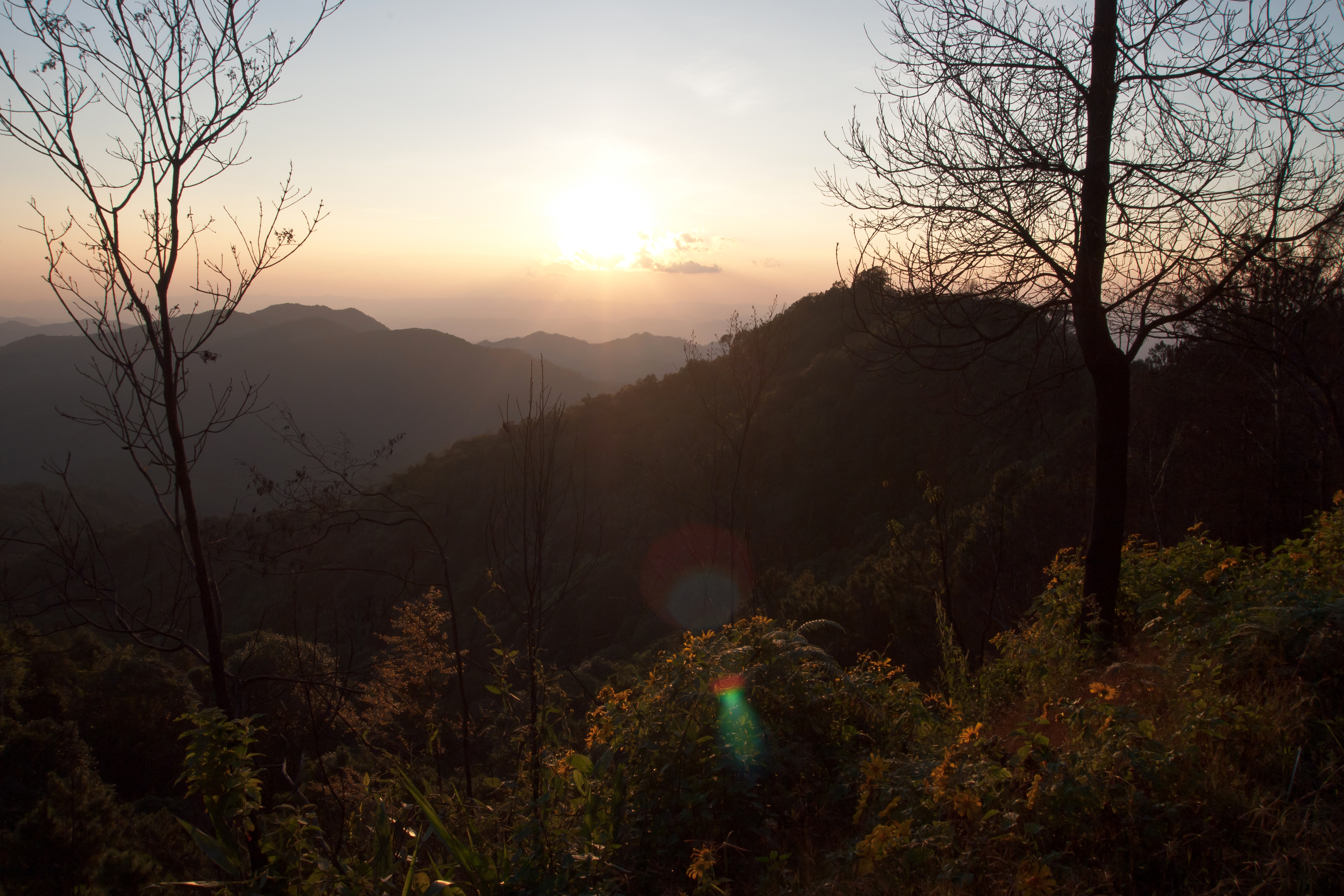
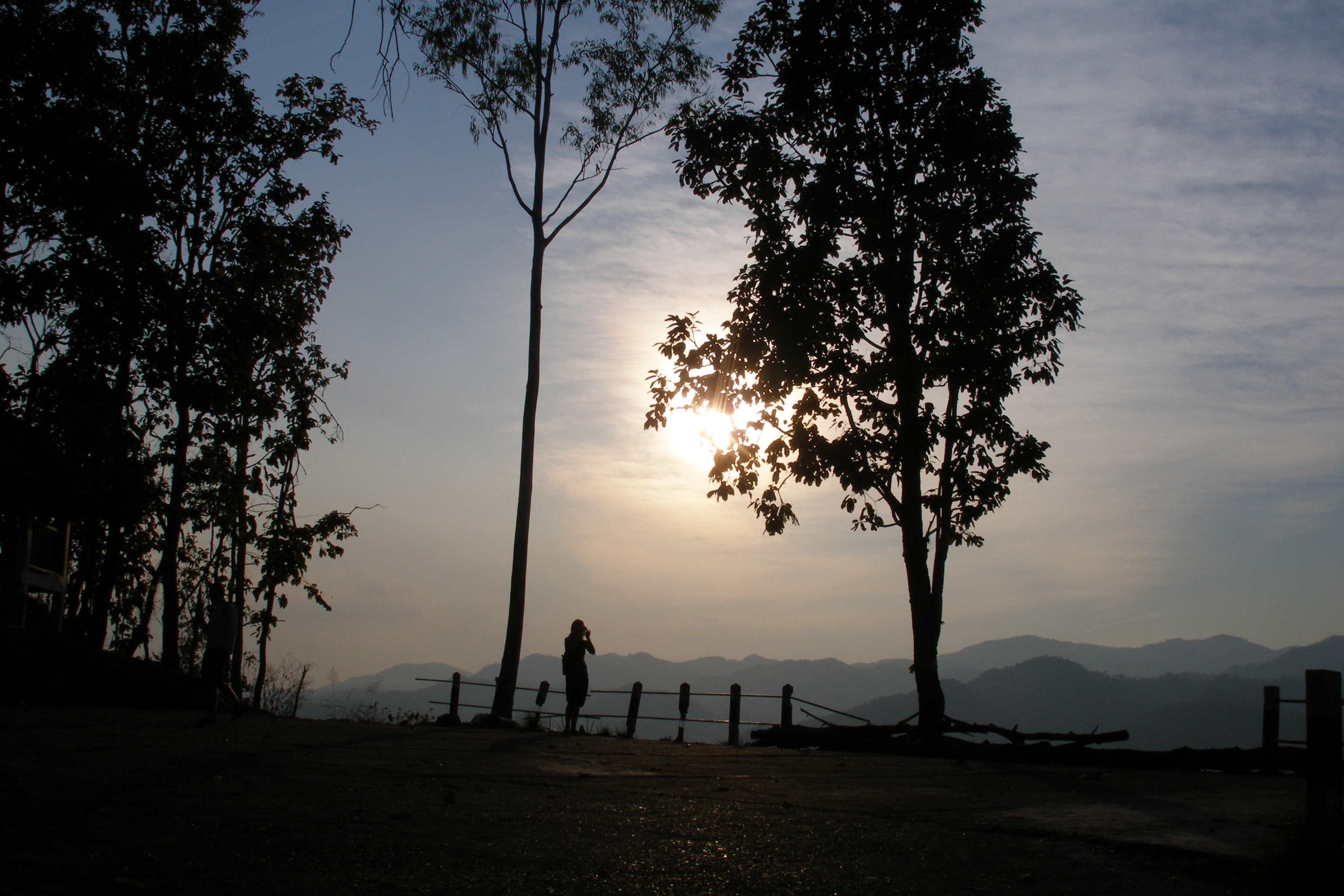
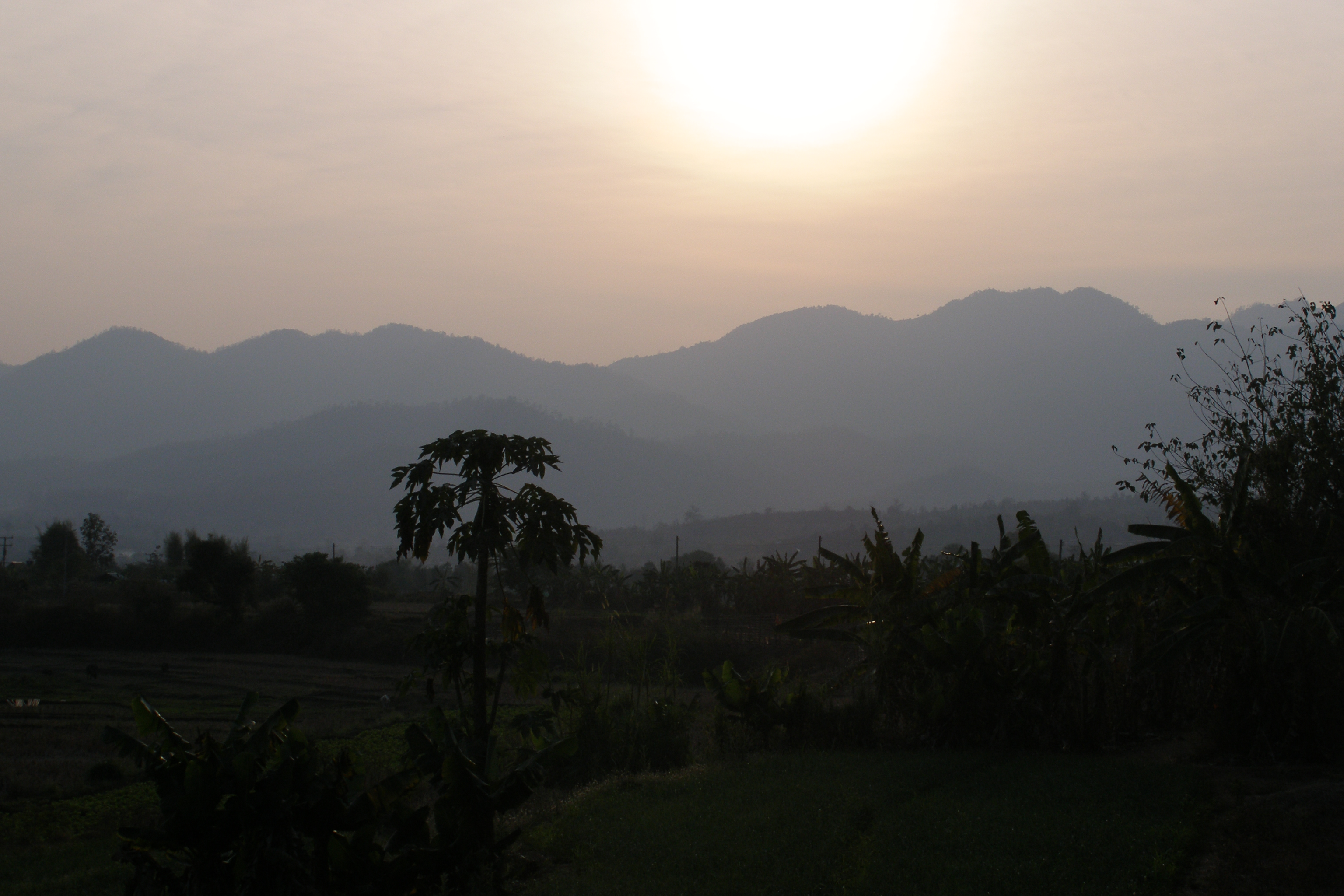